# Устье (Тотемский район)
Устье — деревня в Тотемском районе Вологодской области.
Входит в состав Калининского сельского поселения, с точки зрения административно-территориального деления — центр Усть-Печенгского сельсовета.
Расположена на левом берегу реки Сухона. Расстояние до районного центра Тотьмы по автодороге — 52 км, до центра муниципального образования посёлка Царёва  по прямой — 15 км. Ближайшие населённые пункты — Большой Горох, Мыс, Любавчиха.
По переписи 2002 года население — 249 человек (122 мужчины, 127 женщин). Преобладающая национальность — русские (98 %).